# توبولاتس
توبولاتس (به صربی: Tobolac) یک منطقهٔ مسکونی در صربستان است که در Trstenik واقع شده‌است. توبولاتس ۴۸۵ نفر جمعیت دارد.